# 硒化镝
硒化镝是镝的硒化物之一，化学式为Dy2Se3。它可由氧化镝或氯化镝和硒化氢反应制得，或直接通过镝和硒的反应得到。它和三硒化二砷反应，可以得到DyAsSe3。